# William Langland

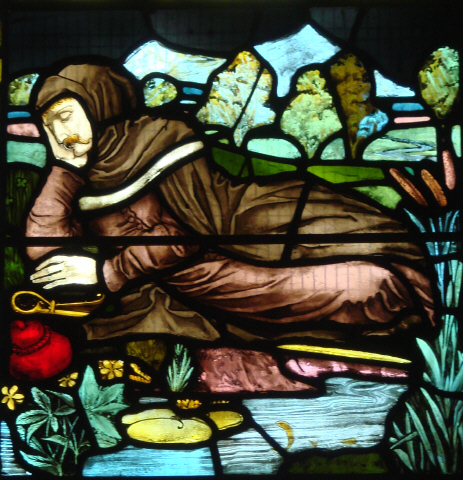
William Langland

William Langland (ca. 1330 - 1387?) was een Engels dichter die algemeen beschouwd wordt als de schrijver van het allegorische droomvisioen The Vision of William concerning Piers the Plowman of kortweg Piers Plowman. Het wordt beschouwd als een van de beste werken uit de 14e-eeuwse Middelengelse literatuur, naast het werk van Geoffrey Chaucer en Layamon.
Over het leven van Langland (of mogelijk 'Langley') is zeer weinig met zekerheid bekend. De enige beschikbare gegevens zijn vervat in het manuscript zelf en daardoor onderhevig aan enige twijfel.
Vanaf het begin van de 20e eeuw wordt echter aangenomen dat Langland inderdaad de schrijver is van het werk, al zijn er nog altijd kenners die het werk beschouwen als geschreven door meerdere auteurs.
De informatie die uit de, overigens vele voorhanden zijnde, manuscripten is op te maken is dat Langland  
rond 1330 of 1331 zou zijn geboren als zoon van ene Stacy de Rockayle uit Shipton-under-Wychwood in Oxfordshire. Hij zou zijn opleiding hebben genoten aan de school van de Benedictijnen te Malvern. Hij bekleedde vervolgens een lage positie in de kerk, omdat zijn huwelijk verhinderde dat hij verder zou opklimmen in de hiërarchie. Rond 1362 trok hij naar Londen, waar hij een eenvoudig leven leidde als kopiist en psalmzanger. In hetzelfde jaar begon hij met het schrijven van zijn werk, waarvan hij verschillende versies maakte, die bewaard zijn als A-, B- en C-versies.
Onderzoek naar de vraag of Langland ook ander werk heeft geschreven leidde  niet tot definitieve resultaten. 
In Piers Plowman is de eerste vermelding te vinden van de legendarische held Robin Hood.